# Faustin et Jovite
Saint Faustin et saint Jovite sont deux frères et saints catholiques du IIe siècle. Ils se dirigeaient vers une carrière militaire et sont devenus chevaliers avant de se convertir au christianisme par Mgr Apollonio. Ils subissent d'abord des persécutions sous Trajan au commencement du second siècle avant d'être mis en prison sous Hadrien et de mourir martyrs vers 121. Ils sont commémorés le 15 février selon le Martyrologe romain et ils sont les saints patrons de la ville et du diocèse de Brescia ainsi que de la paroisse de Sorbolo.
Une relique de Saint Faustinus se trouve a l'église de Pantin (93).

## Biographie traditionnelle
Les frères naissent dans une famille noble de Brescia en Lombardie. Ils sont baptisés par Mgr saint Apollonio, évêque de Brescia, qui les accueille parmi les premiers chrétiens de la ville. Ils sont immédiatement très actifs dans l'Église et s'engagent activement dans l'évangélisation de leurs concitoyens. Ils sont des prêcheurs très convaincants et l'évêque nomme rapidement Faustin, prêtre et Jovite, diacre.
Ils ont un pouvoir d'évangélisation important, ce qui les rend rapidement impopulaires auprès des dirigeants de Brescia qui craignaient la propagation du christianisme. C'est une période de répression menée par Trajan et d'autres personnages puissants de la ville, qui invitent le gouverneur de Rhétie, Italicus, à les éliminer sous prétexte du maintien de l'ordre public. Trajan meurt avant d'arriver à ses fins et le gouverneur retarde leur capture en attente du prochain empereur.

### Martyres
L'empereur Hadrien ordonne à Italicus de poursuivre la répression, Faustin et Jovite refusent de faire un sacrifice aux dieux romains et sont emprisonnés. Pendant ce temps, l’empereur revenant de la campagne de Gaule s'arrête à Brescia. Les hommes sont menés devant l'Empereur, qui les amène dans un temple du Soleil pour assister à un sacrifice. L'empereur leur ordonne de vénérer une statue en or s'ils veulent bien continuer à vivre. Les frères auraient répondu : « Nous n'adorerons que le Dieu vivant qui a créé le soleil pour éclairer le monde. [...] Oui, nous adorons le Dieu qui règne dans le ciel et le Créateur du soleil. Pour toi, vaine statue, deviens à l'instant même toute noire, pour la confusion de ceux qui t'adorent ». 
En prononçant ces mots, la statue devient noire, puis se change en cendres lorsqu'on tente de la nettoyer. L'empereur ordonne qu'ils soient jetés aux bêtes du cirque et enfermés dans une cage avec des tigres. Les bêtes restèrent douces et accroupies à leurs pieds; le miracle a eu pour effet de convertir de nombreux spectateurs, y compris l'épouse du gouverneur d'Italicus, Afra, qui deviendra un jour martyre et sera proclamée sainte elle aussi. Les jeunes hommes ont reçu l'ordre d'être écorchés vivants et brûlés sur le bûcher. On raconte que l'incendie ne touche même pas les vêtements des deux condamnés ce qui convainc encore plus de gens à se convertir. Ils sont ensuite jetés en prison à Milan, où ils subissent de nombreuses tortures. Ils ont ensuite été transférés à Rome, où ils ont de nouveau été nourris aux foires du Colisée, mais une fois encore, ils en sortent indemnes. 
Ils sont embarqués et envoyés à Naples, et leur présence calme une tempête sur le voyage. La torture continue, il est finalement décidé de les pousser à la mer sur un petit bateau qui revient tout seul au rivage (selon la légende, il aurait été ramené à la sécurité par des anges). Ils baptisent saint Second alors qu'il les visite en prison. Les frères finissent par être condamnés à mort et c'est à genoux en priant qu'ils sont décapités. La tradition rapporte le 15 février 120.  
Saint Faustin de Brescia (en), évêque de Brescia et descendant supposé, compila leurs actions.
La tradition moderne considère Faustinus (également connu sous le nom de Faustine) comme l'« anti-Jour de la Saint-Valentin » (bien qu'il protège en fait les personnes qui sont célibataires par choix, ainsi que celles qui ne sont pas en couple parce qu'elles évitent les relations malsaines et attendent des personnes avec lesquelles elles pourront avoir des relations saines) !
Il y a de nombreuses raisons à cette contreposition :
1-Le fait qu'ils aient eu leur martyre à un jour d'intervalle (au IIe siècle après J.-C., dans le cas des Brescians entre 120 et 134, alors que le saint patron des couples est le 273) ;
2-Que dans plusieurs langues les noms des saints patrons sont assonants (Valentin-Faustin, Valentine-Faustine, Valentino-Faustino,...etc) ;
3-L'étymologie latine du nom Faustinus, considéré comme de bon augure. Ainsi, ceux qui sont encore à la recherche de l'amour considèrent Saint Faustinus comme leur patron et protecteur, confiant en une future rencontre avec un soupçon de saine patience.
C'est pourquoi les célibataires le fêtent le 15 février !

## Culte
En général, les deux saints sont représentés en tenue militaire romaine, souvent avec l'épée dans un poing et la paume du martyre dans l'autre. D'autres représentations les montrent en habits religieux, Faustin en prêtre, Jovite en diacre.

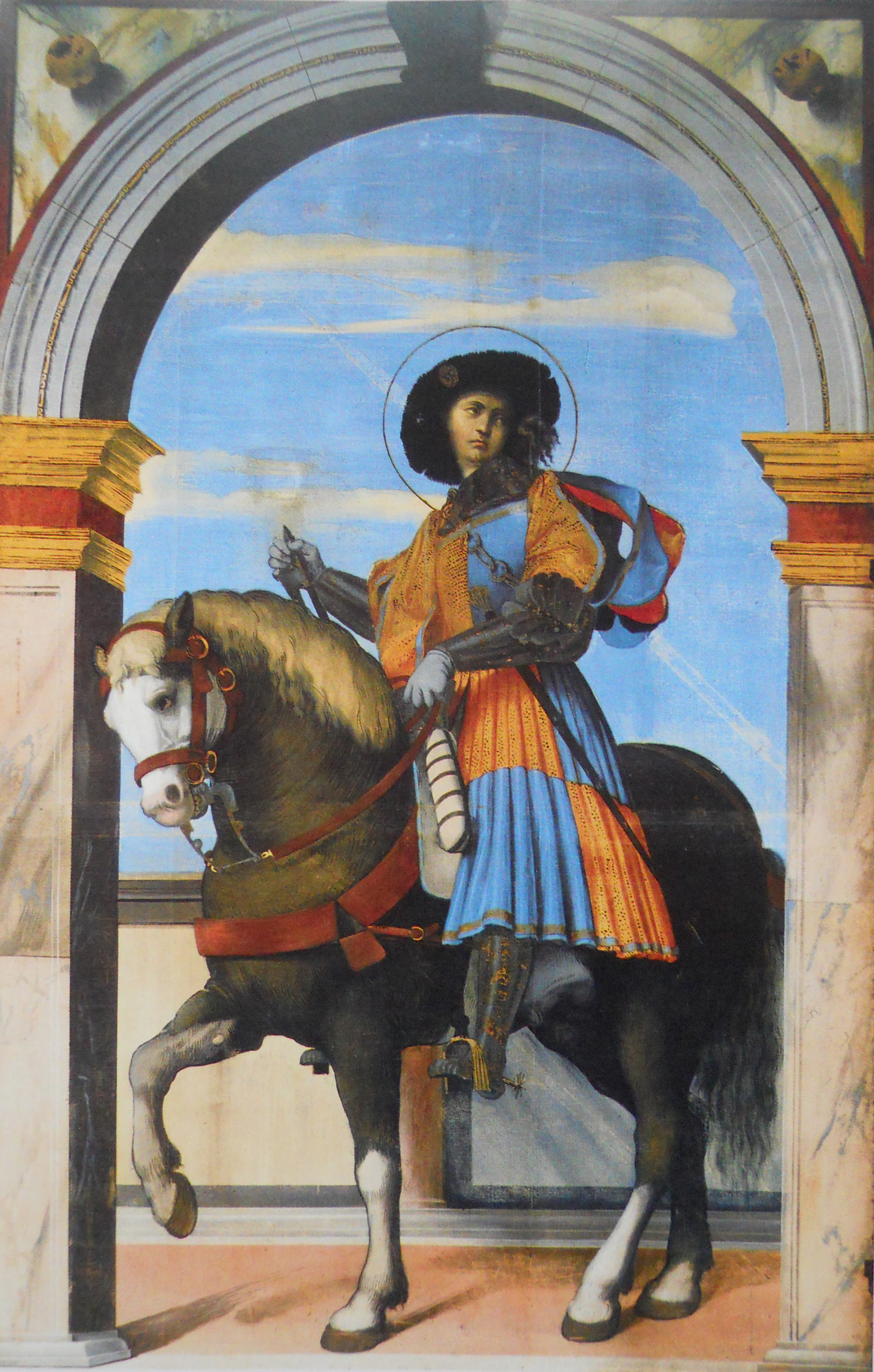
Saint Faustin à cheval.

Le culte des saints Faustin et Jovite se continue jusqu'au VIIIe siècle . La narration légendaire de leur vie remonte à cette période. Les Lombards propagent le culte des deux saints dans toute l'Italie, en particulier à Viterbe.
Faustin et Jovite deviennent les saints patrons de Brescia en 1438, à la suite d’un événement extraordinaire qui se déroule au cours de l'une des batailles décisives qui ont conduit les Milanais à lever le siège le 13 décembre 1438. On raconte que les deux saints seraient apparus sur les remparts de la ville et auraient aidé les Bresciens à vaincre les Milanais en renvoyant les boulets de canon à mains nues. À Brescia, on les célèbre le 15 février, jour de fête, où a lieu une grande foire.
Saints Faustin et Jovite sont également les patrons des villes de Quinzano d'Oglio et de Sarezzo, dans les provinces de Brescia et Brembate, de Villa d'Almè dans la province de Bergame . À l'intérieur de l'église paroissiale qui leur est dédiée, se trouve une série de fresques attribuées à Giovanni Antonio Raggi qui représente les événements les plus importants de la vie des martyrs.
Les saints sont également des patrons de la ville de Sorbolo où, selon la tradition, ils seraient restés lors de leur transport vers Brescia pour leur exécution. À l'intérieur de l'église paroissiale qui leur est dédiée, se trouve un retable du XVIIIe siècle, dépeignant leur martyre, du peintre de Parme, Giuseppe Peroni.
Au Québec, dans les Laurentides, ils sont remémorés dans deux villages voisins, pour l'un par le nom de la municipalité de Saint-Faustin–Lac-Carré, pour l'autre par celui de la paroisse Saint-Jovite à Mont-Tremblant.

## Sources
- (en) Cet article est partiellement ou en totalité issu de l’article de Wikipédia en anglais intitulé « Faustinus and Jovita » (voir la liste des auteurs).

- (it) Cet article est partiellement ou en totalité issu de l’article de Wikipédia en italien intitulé « Faustino e Giovita » (voir la liste des auteurs).